# Busgosu
El Busgosu o Musgosu es una criatura de los bosques en la mitología asturiana, cuya apariencia, mitad hombre mitad cabra (o carnero), recuerda al dios griego Pan, o al romano Fauno, y parece tener su origen en alguna entidad del panteón celta, o bien Cernunnos, llamado en Asturias Candamo, o bien  Vosego. Es bípedo, y tiene cuernos, torso velludo y espesa cabellera; las patas son de cabra, mientras que el torso y los brazos, al igual que su rostro, presentan rasgos humanos.
Sin embargo, otras representaciones muestran su apariencia más cercana a un duende, resaltando sus orejas puntiagudas más que sus cuernos, aunque aún conservando sus rasgos y atributos caprinos, en estos casos se lo representa vistiendo traje y sombrero verdes.
Existen dos mitos, uno en la zona oriental de la cordillera Cantábrica, que se asemeja más al mismo mito cántabro, es decir, donde el Musgosu es benefactor y guía a los pastores cuando se pierden, o ayuda a arreglar las cabañas de las brañas. 
El otro mito, más extendido en el occidente de Asturias, dice que el Busgosu es el Señor del bosque y de todo lo que habita en él. Es enemigo encarnizado de los leñadores y cazadores, y su beso causa la tisis, demacrando a sus víctimas y llevándolas a una cruel y lenta muerte. Por el contrario, ayuda a los pastores perdidos y a aquellos que no le hacen mal al bosque, normalmente ayudándolos a salir de él cuando se pierden. El catedrático José María Gómez-Tabanera relacionó esta consideración del «Señor de las viescas» con el antiguo mito del oso humano, atestiguado en la leyenda cántabra de la osa de Andara que cuida rebaños caprinos en los montes, o la leyenda de Doriga, que está esculpida en el ábside del monasterio de cornellana, que narra cómo la hija del señor de Dóriga se extravió en el bosque y fue cuidada y amamantada por una osa; tras unos días de angustia, el señor halló a su hija sana y salva, y en agradecimiento, realizó la pertinente donación que permitió erigir el monasterio.
Rogelio Jove y Bravo lo describe como "un fauno que pasea su melancolía en las soledades de las selvas, y se aparece de vez en cuando a los que penetran en lo más enmarañado del bosque para enseñarles su camino; su cabeza está coronada por espesa cabellera, de la que brotan dos cuernos retorcidos, como los de cabra; el rostro, los brazos y el torso son humanos". En la Ruta del Río Profundu, Villaviciosa, pueden contemplarse unas sugestivas imágenes de este genio, en mitad de la viesca. En el Oeste de Asturias se le conoce como Bulligoso y en Tineo, Peludu, en Libardón, Vellosu, en Piloña, Maza y Qués, y Calabiernu.